# エロール・スペンス・ジュニア 対 テレンス・クロフォード戦
エロール・スペンス・ジュニア 対 テレンス・クロフォード戦（エロール・スペンス・ジュニア たい テレンス・クロフォードせん、別名Undefeated. Undisputed. Unprecedented.またはThe Fight of the Century）は、2023年7月29日、アメリカ合衆国ネバダ州ラスベガスのT-モバイル・アリーナで開催されたプロボクシングの試合。WBA・WBC・IBF世界ウェルター級統一王者のスペンスと、WBO世界ウェルター級王者のクロフォードが行った4団体王座統一戦。通算で10回目となる4団体王座統一戦となり、ウェルター級では初めてとなる4団体王座統一戦となった。またクロフォードにとっては2017年8月19日に行われたジュリアス・インドンゴ戦に続き、自身2度目となる2階級目での4団体統一戦となった。この試合はShowtimeのPPVで放送された。

## 試合までの経緯

### 両者の王座獲得から防衛及び試合決定まで
2017年5月27日、シェフィールドのブラモールレーンでスペンスがIBF世界ウェルター級王者のケル・ブルックと対戦し、11回1分42秒KO勝ちを収め王座獲得に成功した。
2018年1月20日、バークレイズ・センターでスペンスが元世界2階級制覇王者でIBF世界ウェルター級5位のラモン・ピーターソンと対戦し、ピーターソンが7回終了時に棄権した為、初防衛に成功した。
2018年6月9日、MGMグランド・ガーデン・アリーナでクロフォードがWBO世界ウェルター級王者ジェフ・ホーンと対戦し、9回2分33秒TKO勝ちを収め3階級制覇を達成した。
2018年10月13日、クロフォードが地元オマハのCHIヘルスセンターでWBO世界ウェルター級14位で元WBA世界スーパーライト級暫定王者ホセ・ベナビデスと対戦し、12回2分42秒TKO勝ちを収め初防衛に成功した。
2019年3月16日、テキサス州のAT&Tスタジアムでスペンスが実質2階級下のミゲル・アンヘル・ガルシアと対戦し、12回判定勝ちを収め3度目の防衛に成功し、WBC世界ウェルター級ダイヤモンド王座も獲得した。スペンスが試合の観戦に来ていたマニー・パッキャオに対戦を呼びかけると、パッキャオも「いいですよ。ファンが望むことをしましょう」と対戦に同意した。
2019年4月20日、マディソン・スクエア・ガーデンでクロフォードがWBO世界ウェルター級2位で元世界スーパーライト級統一王者アミール・カーンと対戦し、6回47秒TKO勝ちを収め2度目の防衛に成功した。
2019年9月28日、カリフォルニア州ロサンゼルスのステイプルズ・センターでスペンスがWBC世界ウェルター級王者ショーン・ポーターと王座統一戦を行い、11回にスペンスが左フックでダウンを奪い、12回2-1（116-111×2,112-115）の判定勝ちを収め4度目のIBF王座防衛、WBC王座獲得に成功した。この試合でスペンスは200万ドル（約2億1000万円）のファイトマネーに加えて、ペイ・パー・ビュー売上げの歩合を稼いだ。
2019年12月14日、マディソン・スクエア・ガーデンでクロフォードがWBO世界ウェルター級1位エギディウス・カバラウスカスと対戦し、9回44秒TKO勝ちを収め3度目の防衛に成功した。
2020年4月23日、トップランクCEOのボブ・アラムが「クロフォードとスペンスの試合は年末までに実現しようという話がある。私はこの試合が起きるだろうと思っている」とコメントした。
2020年6月1日、元5階級制覇王者シュガー・レイ・レナードが「今の時代の選手はビジネス感覚に優れている。お金を儲けること。この試合はファンのためだけでなく、彼らのためにも実現すべきだ」と強調しスペンスVSクロフォード戦の実現を求めた。
2020年11月14日、ラスベガスのMGMグランド内 ザ・バブルでクロフォードがWBOランキングノーランカーのケル・ブルックと対戦し、4回TKO勝ちを収め4度目の防衛に成功した。
2020年12月5日、AT&Tスタジアムに新型コロナウイルス禍の影響で集客が規制されている中で16,102人の観客を動員して、スペンスがダニー・ガルシアと対戦し、12回3-0（116-112×2、117-111）の判定勝ちを収め5度目のIBF王座防衛およびWBC王座の初防衛に成功した。またWBCがこの日のために特別に作成した医療従事者が描かれた特別ベルトも獲得した。
2021年11月20日、ラスベガスのミケロブ・ウルトラ・アリーナでクロフォードがWBO世界ウェルター級2位のショーン・ポーターと対戦し、10回に2度ダウンを奪い、ポーターは立ち上がるもコーナーが棄権を申し出たため、クロフォードが10回1分21秒TKO勝ちを収め5度目の防衛に成功した。この試合でクロフォードは600万ドル（約6億9千万円）、ポーターは400万ドル（約4億6千万円）のファイトマネーを稼いだ。また試合後に、クロフォードはこの試合で契約が満了したトップランク社との契約を更新せず「アラムはエロール・スペンス戦を確保できませんでした。私は自分のキャリアを前進させます」と、2011年から所属していたトップランク社からの離脱を宣言した。
2022年4月16日、スペンスが約1年4か月ぶりの試合をAT&TスタジアムでWBA世界ウェルター級スーパー王者ヨルデニス・ウガスと3団体王座統一戦を行い、10回にドクターストップによるTKO勝ちを収め2度目のWBC王座防衛、6度目のIBF王座防衛、WBAスーパー王座の獲得に成功した。
2022年5月26日、クロフォードはアメリカメディアの取材に対し、「スペンス戦が実現すると100%確信している。それは年内に起きるだろう」と自信のコメントを発した。
2022年9月15日、ESPNがスペンスVSクロフォードの試合を2022年11月19日、ラスベガスのMGMグランド・ガーデン・アリーナで挙行される運びとなったと第一報を流し、他のメディアも追従して伝えた。しかし10月21日にクロフォードが2022年12月10日に防衛戦を行うことを発表し、4団体王座統一戦が見送られた。関係者によると、スペンス及びクロフォード両陣営は対戦で大筋合意しているもののクロフォードが開催費用に関する透明性を要求。正式契約の可能性は残されているが、興行を手がけるプレミア・ボクシング・チャンピオンズは2023年2、3月の開催を計画しており、昨年11月を最後に試合から遠ざかっているクロフォードが防衛戦を挟むことを決める決断を下した。
2022年12月10日、ネブラスカ州のCHIヘルス・センター・オマハでクロフォードがWBO世界ウェルター級6位のダビッド・アバネシヤンと対戦。左アッパーからの右フックがヒットすると大の字に倒れアバネシヤンは失神。6回2分14秒KO勝ちを収め6度目の防衛に成功した。
2023年4月28日、リング誌が2023年7月22日にラスベガスでスペンスVSクロフォードの試合が実現すると報じた。
2023年5月23日、ESPNが2023年7月29日にT-モバイル・アリーナでスペンスVSクロフォードの試合が実現と報じるも、Boxingsceneからは「これまで以上に交渉が成立に近づいているようだが、両選手とも契約書にサインはしていない」と報じた。

### 対戦決定後の概要から試合まで
2023年5月25日、プレミア・ボクシング・チャンピオンズは2023年7月29日にT-モバイル・アリーナにてスペンスVSクロフォードによる世界ウェルター級4団体王座統一戦を開催することを正式に発表。SNSでクロフォードは「待つのは終わった」、スペンスは「みんなの欲しいものをついに与えられる」と発信し、「今世紀最大の一戦の一つ」と続けた。敗者は30日以内に再戦条項を発動することができることも明らかになった。
2023年6月13日、カリフォルニア州ビバリーヒルズのビバリーヒルズホテルで公式記者会見が行われた。スーパーライト級に続き、4団体統一のチャンスが到来したクロフォードは「俺はスペンスを丸めて燻製にするつもりだ。ラスベガスでは合法。彼を丸め、この男を吸うのさ。7月29日は、なぜこの時代がテレンス・クロフォードの時代なのか、みなさん1人1人に見せてあげよう」と独特の表現で勝利に自信を示した。一方の3団体統一王者スペンスは「肉体的にも精神的にもクロフォードを打ち砕く。彼のメンタルを見れば単に優れたファイターだと感じる。俺は彼を精神的に、肉体的に、感情的に、そして霊的に、すべてを壊すだろう。誰が勝っても、これが世界最高のファイターと誰もが知ることになる。これが最高級品だ」と燃えていた。
2023年7月5日、ブックメーカーの出しているオッズで、クロフォードの勝利に1.57倍、スペンスの勝利に2.37倍とクロフォードが有利と予想されている件において、スペンスはメディアのインタビューに応じ「常識的に考えれば彼が賭けで有利になることは理解できる。私が交通事故からカムバックしたとき、だれもが私はダメになるだろうと思っていた。それでも私はカムバックして、目の負傷も乗り越えて自分の仕事を続けている。私はオッズを無視し続ける。人はネガティブなことを言うことがあるけれど、それは私のモチベーションを高めるだけだ」と語った。
2023年7月12日、アンダーカードとしてノニト・ドネアとアレハンドロ・サンティアゴで争われるWBC世界バンタム級王座決定戦が行われることが発表された。当初は2023年7月15日に挙行される予定であったが、アンダーカードに出場予定だった選手の怪我やキャンセルが重なり、さらに盛り上げるべく、このアンダーカードがスライドという形となった。2週間の延期について、ドネアは「ボクシングにとってすでに歴史的な夜に、再び世界チャンピオンになる機会を得て感激している。このチャンスを与えてくれたチームに感謝しているし、このチャンスを最大限に生かすために全力を尽くすつもりだ」と海外メディアに前向きにコメントし、対するサンティアゴも「次の世界タイトルの機会を得るために5年間待っていたので、2週間の延期は何でもない。まだ集中しているし、ハードワークしている。目的と目標は変わらない。私はとても幸運で、7月29日にこのような素晴らしいイベントに参加できる素晴らしい機会を与えてくれたチームに感謝したい」と語った。
2023年7月27日、最終記者会見が行われ、スペンスは「私が勝つ。なぜなら私のほうが優れたファイターだからだ。フィジカルもメンタルも良くなった。私には耐久力もある。ザリガニをゆでる予定なのでホットソースを持ってきてほしい」と軽口も交えながら勝利宣言をする一方で、クロフォードは「彼はリング上で3人の私をみることになる…すべてにおいて私はエロールより上だ。私が世界最高のファイターであることを証明する」と強気に言い切り、両社が火花を散らした。また入場順はコイントスで決定されることとなった。
2023年7月28日、会場となるT-モバイル・アリーナにて前日計量が行われ、スペンスがリミット147ポンド、クロフォードが146,8ポンドを計測し両者とも一発で計量をパスした。クロフォードは「（スーパーライト級に続き）2階級で比類なきチャンピオンに就く。自分を信じている」と断言。スペンスは「ビッグショーだ。バナーはスペンスvs.クロフォード。どっちが主役？自分らしく戦う」と言い残した。この日の両者は友好ムード。フェイスオフはにらみ合うことがないどころか、互いに声を掛け合い、さらに握手まで交わした。最後にしばらく見つめ合うような時間はあったが、殴り合い寸前に発展することも珍しくない世界タイトルマッチにしては珍しいほど、和やかなものになった。またこの日は元世界ヘビー級統一王者マイク・タイソンがクロフォードとスペンスの間に立ってコイントス役を担い、どちらが後で入場するか、どちらが先に選手紹介されるかを決めるトスで、この勝負はクロフォードに軍配が上がった。
2023年7月29日、T-モバイル・アリーナで行われたWBA・WBC・IBF・WBO世界ウェルター級王座統一戦に於いて、クロフォードが9回2分32秒TKO勝ちを収め、WBO王座の7度目の防衛及びWBA・WBC・IBFの3団体王座を獲得し、スーパーライト級に続き史上初となる2階級4団体王座統一に成功した。更にフロイド・メイウェザー・ジュニアの引退に伴い8年間空位となっていたリングマガジン認定王座の獲得にも成功した。

### 試合後
スーパーライト級に続き史上初の2階級4団体王座統一に成功したクロフォードは試合後、「神に感謝している。神がいなければこれは実現しなかった。世界王者を夢見ていたが、誰も信じてくれなかったが、ここまでこれた。ここまで実現してくれて感謝している」と感慨に浸り、「スペンスはすごいボクサー。彼のジャブは警戒していた。彼のジャブ対策が大きな焦点だった。うまく対処できた。練習を積み重ねた結果。フリック式のジャブも入れた。スタミナもあって強い王者であることを証明できた」と納得の表情だったが、笑顔は無く「いろんな感情が入り乱れている。神に感謝としか言えない。私の兄弟にもずっと見てくれてる仲間にもお礼をいいたい。今まで何度も何度も試練に向かって乗り越え、下を向かずここまできた。実力を世界に示すことができた」と放心状態だった。この試合の契約には再戦条項があり、クロフォードは「今日はファンは喜んでくれたと思う。スペンスのファンも大勢、やってきている。もし次、また対戦することがあれば実力伯仲させて私が勝ちたい」と口元を引き締めた。
一方試合に敗れ、29戦目でプロ初黒星を喫したスペンスは試合後のリングインタビューで「彼の方が強かった。それしか言えない」と衝撃を語り、「彼は今日、私よりも強かった。ジャブも上手かったし、私のタイミングが上手く合わなかったことも敗因。彼の方が強かった。それしか言えない。ジャブも良かったし、スピードも凄かった」と振り返り、クロフォードとのリマッチについて問われると「ぜひ、もう一度やりたい。もっと強くなって戻ってくる。年内にやれたらいい」と意欲を見せた。

## 対戦カード
^Note 1 WBA・WBC・IBF・WBO世界ウェルター級王座統一戦、リングマガジン世界ウェルター級王座決定戦
^Note 2 WBC世界バンタム級王座決定戦
^Note 3 WBC世界ライト級シルバータイトルマッチ、WBOラテンアメリカライト級王座決定戦

## 採点表
| 王座：WBA・WBC・IBF・WBO世界ウェルター級王座統一戦 リングマガジン世界ウェルター級王座決定戦 | 王座：WBA・WBC・IBF・WBO世界ウェルター級王座統一戦 リングマガジン世界ウェルター級王座決定戦 | 王座：WBA・WBC・IBF・WBO世界ウェルター級王座統一戦 リングマガジン世界ウェルター級王座決定戦 | 王座：WBA・WBC・IBF・WBO世界ウェルター級王座統一戦 リングマガジン世界ウェルター級王座決定戦 | 王座：WBA・WBC・IBF・WBO世界ウェルター級王座統一戦 リングマガジン世界ウェルター級王座決定戦 |                                                | 主審：バービィー・ドック(4団体)                | 主審：バービィー・ドック(4団体)                | 主審：バービィー・ドック(4団体)                | 主審：バービィー・ドック(4団体)                | 主審：バービィー・ドック(4団体)                                              |                                                                              | 立会人：フリオ・ゼイメ（WBA:パナマ,チャンピオンシップチェアマン） マウリシオ・スレイマン(WBC:メキシコ,WBC会長) ダーリル・ピープルズ(IBF:アメリカ合衆国,IBF会長) フランシスコ・バルカルセル(WBO:プエルトリコ,WBO会長) | 立会人：フリオ・ゼイメ（WBA:パナマ,チャンピオンシップチェアマン） マウリシオ・スレイマン(WBC:メキシコ,WBC会長) ダーリル・ピープルズ(IBF:アメリカ合衆国,IBF会長) フランシスコ・バルカルセル(WBO:プエルトリコ,WBO会長) | 立会人：フリオ・ゼイメ（WBA:パナマ,チャンピオンシップチェアマン） マウリシオ・スレイマン(WBC:メキシコ,WBC会長) ダーリル・ピープルズ(IBF:アメリカ合衆国,IBF会長) フランシスコ・バルカルセル(WBO:プエルトリコ,WBO会長) | 立会人：フリオ・ゼイメ（WBA:パナマ,チャンピオンシップチェアマン） マウリシオ・スレイマン(WBC:メキシコ,WBC会長) ダーリル・ピープルズ(IBF:アメリカ合衆国,IBF会長) フランシスコ・バルカルセル(WBO:プエルトリコ,WBO会長) | 立会人：フリオ・ゼイメ（WBA:パナマ,チャンピオンシップチェアマン） マウリシオ・スレイマン(WBC:メキシコ,WBC会長) ダーリル・ピープルズ(IBF:アメリカ合衆国,IBF会長) フランシスコ・バルカルセル(WBO:プエルトリコ,WBO会長) |
| 開催日：2023年7月29日                                                                       | 開催日：2023年7月29日                                                                       | 開催日：2023年7月29日                                                                       | 開催日：2023年7月29日                                                                       | 開催日：2023年7月29日                                                                       | 会場：ネバダ州ラスベガス・T-モバイル・アリーナ | 会場：ネバダ州ラスベガス・T-モバイル・アリーナ | 会場：ネバダ州ラスベガス・T-モバイル・アリーナ | 会場：ネバダ州ラスベガス・T-モバイル・アリーナ | 会場：ネバダ州ラスベガス・T-モバイル・アリーナ | 主催：TGBプロモーションズ TBCプロモーションズ マン・ダウン・プロモーションズ | 主催：TGBプロモーションズ TBCプロモーションズ マン・ダウン・プロモーションズ | 主催：TGBプロモーションズ TBCプロモーションズ マン・ダウン・プロモーションズ | 主催：TGBプロモーションズ TBCプロモーションズ マン・ダウン・プロモーションズ | 主催：TGBプロモーションズ TBCプロモーションズ マン・ダウン・プロモーションズ | | |
| エロール・スペンス・ジュニア                                                                | エロール・スペンス・ジュニア                                                                | 対                                                                                          | テレンス・クロフォード                                                                      | テレンス・クロフォード                                                                      | エロール・スペンス・ジュニア                   | エロール・スペンス・ジュニア                   | 対                                             | テレンス・クロフォード                         | テレンス・クロフォード                         | エロール・スペンス・ジュニア                                                 | エロール・スペンス・ジュニア                                                 | 対 | テレンス・クロフォード | テレンス・クロフォード | | |
| RS                                                                                          | TS                                                                                          | 回                                                                                          | TS                                                                                          | RS                                                                                          | RS                                             | TS                                             | 回                                             | TS                                             | RS                                             | RS                                                                           | TS                                                                           | 回 | TS | RS | | |
| 10                                                                                          |                                                                                             | 1                                                                                           |                                                                                             | 9                                                                                           |                                                | 9                                              |                                                | 1                                              |                                                | 10                                                                           |                                                                              | 10 | | 1 | | 9 |
| 8                                                                                           | 18                                                                                          | 2                                                                                           | 19                                                                                          | 10                                                                                          | 8                                              | 17                                             | 2                                              | 20                                             | 10                                             | 8                                                                            | 18                                                                           | 2 | 19 | 10 | | |
| 9                                                                                           | 27                                                                                          | 3                                                                                           | 29                                                                                          | 10                                                                                          | 10                                             | 27                                             | 3                                              | 29                                             | 9                                              | 9                                                                            | 27                                                                           | 3 | 29 | 10 | | |
| 9                                                                                           | 36                                                                                          | 4                                                                                           | 39                                                                                          | 10                                                                                          | 9                                              | 36                                             | 4                                              | 39                                             | 10                                             | 9                                                                            | 36                                                                           | 4 | 39 | 10 | | |
| 9                                                                                           | 45                                                                                          | 5                                                                                           | 49                                                                                          | 10                                                                                          | 9                                              | 45                                             | 5                                              | 49                                             | 10                                             | 9                                                                            | 45                                                                           | 5 | 49 | 10 | | |
| 9                                                                                           | 54                                                                                          | 6                                                                                           | 59                                                                                          | 10                                                                                          | 9                                              | 54                                             | 6                                              | 59                                             | 10                                             | 9                                                                            | 54                                                                           | 6 | 59 | 10 | | |
| 7                                                                                           | 61                                                                                          | 7                                                                                           | 69                                                                                          | 10                                                                                          | 7                                              | 61                                             | 7                                              | 69                                             | 10                                             | 7                                                                            | 61                                                                           | 7 | 69 | 10 | | |
| 9                                                                                           | 70                                                                                          | 8                                                                                           | 79                                                                                          | 10                                                                                          | 9                                              | 70                                             | 8                                              | 79                                             | 10                                             | 9                                                                            | 70                                                                           | 8 | 79 | 10 | | |
| 計                                                                                          |                                                                                             | –                                                                                           |                                                                                             | 計                                                                                          |                                                | 計                                             |                                                | –                                              |                                                | 計                                                                           |                                                                              | 計 | | – | | 計 |
| 副審：ティム・チーザム(4団体)                                                               | 副審：ティム・チーザム(4団体)                                                               | 副審：ティム・チーザム(4団体)                                                               | 副審：ティム・チーザム(4団体)                                                               | 副審：ティム・チーザム(4団体)                                                               | 副審：デビット・サザーランド(4団体)            | 副審：デビット・サザーランド(4団体)            | 副審：デビット・サザーランド(4団体)            | 副審：デビット・サザーランド(4団体)            | 副審：デビット・サザーランド(4団体)            | 副審：スティーブ・ワイスフェルド(4団体,特にWBA・WBC)                         | 副審：スティーブ・ワイスフェルド(4団体,特にWBA・WBC)                         | 副審：スティーブ・ワイスフェルド(4団体,特にWBA・WBC) | 副審：スティーブ・ワイスフェルド(4団体,特にWBA・WBC) | 副審：スティーブ・ワイスフェルド(4団体,特にWBA・WBC) | | |
| 処分：無し                                                                                  | 処分：無し                                                                                  | 処分：無し                                                                                  | 処分：無し                                                                                  | 処分：無し                                                                                  | 減点：無し                                     | 減点：無し                                     | 減点：無し                                     | 減点：無し                                     | 減点：無し                                     | 結果：クロフォードの9回2分32秒TKO勝利                                        | 結果：クロフォードの9回2分32秒TKO勝利                                        | 結果：クロフォードの9回2分32秒TKO勝利 | 結果：クロフォードの9回2分32秒TKO勝利 | 結果：クロフォードの9回2分32秒TKO勝利 | | |

| 王座：WBC世界バンタム級王座決定戦 | 王座：WBC世界バンタム級王座決定戦 | 王座：WBC世界バンタム級王座決定戦 | 王座：WBC世界バンタム級王座決定戦 | 王座：WBC世界バンタム級王座決定戦 |                                                | 主審：セレスティーノ・ルイス（WBA・WBC・WBO）  | 主審：セレスティーノ・ルイス（WBA・WBC・WBO）  | 主審：セレスティーノ・ルイス（WBA・WBC・WBO）  | 主審：セレスティーノ・ルイス（WBA・WBC・WBO）  | 主審：セレスティーノ・ルイス（WBA・WBC・WBO）        |                                                      | 立会人：ミゲル・アンヘル・デパブロス(スペイン、WBCインターナショナルタイトルマッチ副チェアマン) | 立会人：ミゲル・アンヘル・デパブロス(スペイン、WBCインターナショナルタイトルマッチ副チェアマン) | 立会人：ミゲル・アンヘル・デパブロス(スペイン、WBCインターナショナルタイトルマッチ副チェアマン) | 立会人：ミゲル・アンヘル・デパブロス(スペイン、WBCインターナショナルタイトルマッチ副チェアマン) | 立会人：ミゲル・アンヘル・デパブロス(スペイン、WBCインターナショナルタイトルマッチ副チェアマン) |
| 開催日：2023年7月29日             | 開催日：2023年7月29日             | 開催日：2023年7月29日             | 開催日：2023年7月29日             | 開催日：2023年7月29日             | 会場：ネバダ州ラスベガス・T-モバイル・アリーナ | 会場：ネバダ州ラスベガス・T-モバイル・アリーナ | 会場：ネバダ州ラスベガス・T-モバイル・アリーナ | 会場：ネバダ州ラスベガス・T-モバイル・アリーナ | 会場：ネバダ州ラスベガス・T-モバイル・アリーナ | 主催：TGBプロモーションズ サンプソン・ボクシング     | 主催：TGBプロモーションズ サンプソン・ボクシング     | 主催：TGBプロモーションズ サンプソン・ボクシング                                                | 主催：TGBプロモーションズ サンプソン・ボクシング                                                | 主催：TGBプロモーションズ サンプソン・ボクシング                                                |                                                                                                 |                                                                                                 |
| ノニト・ドネア                    | ノニト・ドネア                    | 対                                | アレハンドロ・サンティアゴ        | アレハンドロ・サンティアゴ        | ノニト・ドネア                                 | ノニト・ドネア                                 | 対                                             | アレハンドロ・サンティアゴ                     | アレハンドロ・サンティアゴ                     | ノニト・ドネア                                       | ノニト・ドネア                                       | 対                                                                                              | アレハンドロ・サンティアゴ                                                                      | アレハンドロ・サンティアゴ                                                                      |                                                                                                 |                                                                                                 |
| RS                                | TS                                | 回                                | TS                                | RS                                | RS                                             | TS                                             | 回                                             | TS                                             | RS                                             | RS                                                   | TS                                                   | 回                                                                                              | TS                                                                                              | RS                                                                                              |                                                                                                 |                                                                                                 |
| 9                                 |                                   | 1                                 |                                   | 10                                |                                                | 9                                              |                                                | 1                                              |                                                | 10                                                   |                                                      | 10                                                                                              |                                                                                                 | 1                                                                                               |                                                                                                 | 9                                                                                               |
| 10                                | 19                                | 2                                 | 19                                | 9                                 | 10                                             | 19                                             | 2                                              | 19                                             | 9                                              | 10                                                   | 20                                                   | 2                                                                                               | 18                                                                                              | 9                                                                                               |                                                                                                 |                                                                                                 |
| 10                                | 29                                | 3                                 | 28                                | 9                                 | 10                                             | 29                                             | 3                                              | 28                                             | 9                                              | 10                                                   | 30                                                   | 3                                                                                               | 27                                                                                              | 9                                                                                               |                                                                                                 |                                                                                                 |
| 10                                | 39                                | 4                                 | 37                                | 9                                 | 9                                              | 38                                             | 4                                              | 38                                             | 10                                             | 9                                                    | 39                                                   | 4                                                                                               | 37                                                                                              | 10                                                                                              |                                                                                                 |                                                                                                 |
| 9                                 | 48                                | 5                                 | 47                                | 10                                | 9                                              | 47                                             | 5                                              | 48                                             | 10                                             | 9                                                    | 48                                                   | 5                                                                                               | 47                                                                                              | 10                                                                                              |                                                                                                 |                                                                                                 |
| 10                                | 58                                | 6                                 | 56                                | 9                                 | 9                                              | 56                                             | 6                                              | 58                                             | 10                                             | 10                                                   | 58                                                   | 6                                                                                               | 56                                                                                              | 9                                                                                               |                                                                                                 |                                                                                                 |
| 9                                 | 67                                | 7                                 | 66                                | 10                                | 9                                              | 65                                             | 7                                              | 68                                             | 10                                             | 9                                                    | 67                                                   | 7                                                                                               | 66                                                                                              | 10                                                                                              |                                                                                                 |                                                                                                 |
| 9                                 | 76                                | 8                                 | 76                                | 10                                | 9                                              | 74                                             | 8                                              | 78                                             | 10                                             | 9                                                    | 76                                                   | 8                                                                                               | 76                                                                                              | 10                                                                                              |                                                                                                 |                                                                                                 |
| 9                                 | 85                                | 9                                 | 86                                | 10                                | 10                                             | 84                                             | 9                                              | 87                                             | 9                                              | 9                                                    | 85                                                   | 9                                                                                               | 86                                                                                              | 10                                                                                              |                                                                                                 |                                                                                                 |
| 10                                | 95                                | 10                                | 95                                | 9                                 | 9                                              | 93                                             | 10                                             | 97                                             | 10                                             | 9                                                    | 94                                                   | 10                                                                                              | 96                                                                                              | 10                                                                                              |                                                                                                 |                                                                                                 |
| 9                                 | 104                               | 11                                | 105                               | 10                                | 9                                              | 102                                            | 11                                             | 107                                            | 10                                             | 9                                                    | 103                                                  | 11                                                                                              | 106                                                                                             | 10                                                                                              |                                                                                                 |                                                                                                 |
| 9                                 | 113                               | 12                                | 115                               | 10                                | 10                                             | 112                                            | 12                                             | 116                                            | 9                                              | 9                                                    | 112                                                  | 12                                                                                              | 116                                                                                             | 10                                                                                              |                                                                                                 |                                                                                                 |
| 計                                | 113                               | –                                 | 115                               | 計                                |                                                | 計                                             | 112                                            | –                                              | 116                                            | 計                                                   |                                                      | 計                                                                                              | 112                                                                                             | –                                                                                               | 116                                                                                             | 計                                                                                              |
| 副審：マックス・デルーカ(4団体)   | 副審：マックス・デルーカ(4団体)   | 副審：マックス・デルーカ(4団体)   | 副審：マックス・デルーカ(4団体)   | 副審：マックス・デルーカ(4団体)   | 副審：クリス・ミリオーレ                       | 副審：クリス・ミリオーレ                       | 副審：クリス・ミリオーレ                       | 副審：クリス・ミリオーレ                       | 副審：クリス・ミリオーレ                       | 副審：スティーブ・ワイスフェルド(4団体,特にWBA・WBC) | 副審：スティーブ・ワイスフェルド(4団体,特にWBA・WBC) | 副審：スティーブ・ワイスフェルド(4団体,特にWBA・WBC)                                            | 副審：スティーブ・ワイスフェルド(4団体,特にWBA・WBC)                                            | 副審：スティーブ・ワイスフェルド(4団体,特にWBA・WBC)                                            |                                                                                                 |                                                                                                 |
| 処分：無し                        | 処分：無し                        | 処分：無し                        | 処分：無し                        | 処分：無し                        | 減点：無し                                     | 減点：無し                                     | 減点：無し                                     | 減点：無し                                     | 減点：無し                                     | 結果：サンティアゴ12回3-0の判定勝ち                  | 結果：サンティアゴ12回3-0の判定勝ち                  | 結果：サンティアゴ12回3-0の判定勝ち                                                             | 結果：サンティアゴ12回3-0の判定勝ち                                                             | 結果：サンティアゴ12回3-0の判定勝ち                                                             |                                                                                                 |                                                                                                 |

## 試合の詳細

### 交渉の裏側
この試合は2022年11月には試合成立かと噂されたが破談となり、これに業を煮やしたのが当事者であったクロフォードとスペンスの２人だった。クロフォードによると、メールでのやりとりを経て、電話やビデオ通話アプリ「フェイスタイム」を通してスペンスと話し合いを重ね、時には30分もトークした。クロフォードは「エロールと自分は同じ目標を持っていた。つまり、ウェルター級で文句なしのチャンピオンになることだ。だからこそ、実現に向けて協力していくことにしたんだ」と説明した。また以前「クロフォード以外とは闘わない」と公言していたスペンスも交渉の裏側を明かし「電話でしゃべっていろいろと協議し、ついに話がまとまったということだ。これはウェルター級の最強を決めるだけではなく、世界のベストファイターが誰かを証明する闘いになるよ」と試合決定後は息巻いた。

### ファイトマネー
クロフォードとスペンスは共にファイトマネーやPPVの歩合などの興行収入からそれぞれ2500万ドル（約36億円）を稼いだ。

### 入場
クロフォードは試合数日前にインスタグラムに投稿した動画で、土曜日の試合でリングまでの付添人を務めてほしい人物についてラッパーのエミネムを挙げ、「エミネムが付き添ってくれたらドープだな」と願望を吐露していた。するとエミネム本人がコメント欄に、「これはクレイジーすぎる！あんたは今、俺が一番好きなボクサーの一人だ！」と書き込み、クロフォードのハイプ・マンを務めることが決定した。試合当日、クロフォードをサポートしたエミネムは、「ラスベガス、誰もが認める次期ウェルター級世界王者、テレンス・“バド”・ファッキン・クロフォードのために騒げ！」と、沸き上がる観衆に向かって叫び、自身の楽曲「Lose Yourself」が流れる中、リングへと向かった。試合後にエミネムは「おめでとう、チャンプ！」と、ロッカールームでクロフォードと抱き合う動画を公開した。

### 評価
『リング』誌の編集長ダグラス・フィッシャー氏は「バービィー・ドックが9回終了前に止めて良かった。かなり醜くなりかけていた。2階級で4団体統一し、3階級でリング・マガジン王者となったクロフォードおめでとう。彼は史上最高の選手の一人だ」と絶賛し、ボクシング界からクロフォードに対する称賛が巻き起こった。
この試合でレフェリーを務めたバービィー・ドックに、クロフォードは試合後のインタビューにおいて「止めてくれたあの判断は良かった。レフェリーが選手を守るために判断してくれた」と感謝し、ボクシングジャーナリストのダン・ラファエル記者も「レフェリーのバービィー・ドックは素晴らしいストップだった。スペンスの脚は耐えきれなくなっており、殴られ続けていた」とツイッターで評し、バービィー・ドックレフェリーの判断を称賛した。
一方でアンダーカードで行われたWBC世界バンタム級王座決定戦にて空席が目立ったこともあり、WBCは試合後に「結果がどうであれ、私たちはこれを言わなければならない。ノニト・ドネアが戦っているときに空席が目立つのは、完全に敬意に欠けている。ドネアは現役のレジェンドであり、フィリピンが生み出した最高のファイターの一人だ。最高の男が勝つことを祈る」と、ツイッターで異例の声明を投稿した。

### エピソード
WBC世界バンタム級王者となったサンティアゴは、試合のおよそ1ヶ月前にバハ・カリフォルニア州ティフアナにある自宅が、夜中の午前1時頃火事に見舞われた。当時を「親戚の住んでいた家の最上階が焼けた。私は両親と一緒に住んでいるが、ありがたいことに火災が1階に延焼する前に消防士が火を消してくれた」とサンティアゴは振り返り、生後2カ月に満たない息子と妻を含め、家族は無事だったとのこと。しかしサンティアゴは翌日に予定していたスパーリングをキャンセルし、家の修復作業に励み、とりあえず家族が住める状態に家を整えた。それでもサンティアゴは「タイトルを獲得したかったので私は集中していた。影響はなかった」と悲願の世界タイトル獲得に向けてトレーニングを続け、「私は常にBサイドだった。だからハングリーだった」と話し、苦難を乗り越え、世界タイトルを獲得したサンティアゴが帰郷すると、地元の人たちは路上で出迎えて祝福してくれたという。27歳の新王者は「まずは父を手伝って家を再建する。そして謙虚は気持ちで一生懸命働き、妻と息子に家を買うための十分な資金を得たい」と夢を語った。

### 再戦条項
この試合の敗者は30日以内に再戦条項を発動することができることになっており、2023年9月1日にクロフォードのトレーナーであるライアン・マッキンタイアがプロボクシングファンズのインタビューにて「再戦は発動された。それは確認しているが、日付などは決まっていない」とスペンス側が再戦条項を行使したことを明らかにした。またマッキンタイアは「クロフォードは前回と同じようなパフォーマンスを見せるだろう。あるいはもっと良くなるかもしれない。スペンスは再戦要求権利を行使する前によく考えた方がよかった」とコメントした。
しかし2024年1月8日、スペンスは自身のインスタグラムで右目の白内障を手術したことを明らかにし、先行きが不透明となった。その中でスペンスは「今日、白内障の手術が成功した！ これで最近、ジャブやフックを打たれるのが多かったのも理由がつく。俺は目が見えてなくて、クロフォード戦前に予定していた手術のタイミングを過ぎていたんだ」と論じ、クロフォードとの試合の前に右目に白内障の疾患を患っていたと明かした。これが影響し再戦条項の有効期限が切れスペンスとの再戦がなくなったため、クロフォードはプレミア・ボクシング・チャンピオンズを離れフリーエージェントとなった。

## 放送
| 国/地域           | 地上波放送 | ケーブル・衛星放送 | PPV      | ネット配信 |     |
| ----------------- | ---------- | ------------------ | -------- | ---------- | --- |
| アメリカ (開催地) | N/A        | N/A                | SHOWTIME | N/A        | N/A |
| 日本              | N/A        | WOWOW              | N/A      | N/A        |     |

## ペイ・パー・ビュー売上げ
| 開催年月日    | イベント                                                | 販売件数           | テレビ局 | 備考   |
| ------------- | ------------------------------------------------------- | ------------------ | -------- | ------ |
| 2023年7月29日 | エロール・スペンス・ジュニア vs. テレンス・クロフォード | 65万件 - 67万5千件 | SHOWTIME | 85ドル |